# Michael Petri (Fußballspieler)
Michael Petri (* 23. November 1977) ist ein deutscher Fußballspieler.

## Karriere
Michael Petri begann seine Profifußballkarriere beim 1. FC Saarbrücken. Ab der Saison 2000/01 spielte er beim VfL Osnabrück, für den er 25 Zweitligaspiele bestritt und dabei drei Tore erzielte. Am 1. Juli 2002 wechselte er in die Regionalliga Süd nach Elversberg. Seinen Höhepunkt hatte Michael Petri aber beim FC 08 Homburg, wo er mit der Mannschaft 2010 in die Regionalliga West aufsteigen konnte. In der Saison 2010/11 spielte er beim SV Hasborn in der Oberliga Südwest. Michael Petri kam bislang auf drei DFB-Pokalspiele (ein Tor). Ab der Saison 2011/12 ist er Co-Trainer und Spieler beim Oberliga-Aufsteiger SV Röchling Völklingen. Seit dem 1. Juli ist er Spielertrainer beim SV Scheuern(Saar).